# Kinel'-Čerkassy
Kinel'-Čerkassy (in russo Кинель-Черкассы?) è un villaggio dell'oblast' di Samara in Russia; è il centro amministrativo del distretto Kinel'-Čerkasskij.
Si trova sul fiume Bol'šoj Kinel', 110 km a est del capoluogo della oblast', Samara.